# 宗前清

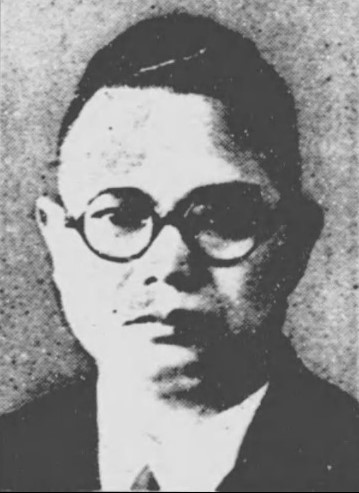
宗前清

宗前 清（そうまえ きよし、1897年（明治30年）7月10日 - 1973年（昭和48年）12月2日）は、日本の政治家。衆議院議員（1期）。弁護士。

## 経歴
鹿児島県大島郡知名村（現・知名町）出身。1918年鹿児島県立師範学校卒業。小学校訓導、高等女学校教諭を経て、明治大学専門部法律科に入り、1924年に卒業した。1926年、高等試験行政科試験、同司法科試験に合格し、内務省に入った。
警視庁巡査、同警視、芝高輪警察署長、警視庁消防課長、地方事務官、福岡県警防課長、和歌山県振興課長兼人事課長、同知事官房主事を歴任し、1942年の第21回衆議院議員総選挙（いわゆる翼賛選挙）において鹿児島3区（当時）から翼賛政治体制協議会の推薦を受けて当選した。
戦後、推薦議員のため、公職追放となる。米軍統治下、東京にて弁護士を開業、奄美諸島祖国復帰運動などで活躍する。
追放解除後の1952年の第25回衆議院議員総選挙において東京1区から立候補したが落選した。2年後の1954年、奄美諸島復帰による衆議院議員補欠選挙に奄美群島選挙区から自由党公認で立候補した。同選挙区から保岡武久（保岡興治の父）も同じ自由党から立候補した。この選挙で18,741票を取り1位となったが、法定得票数に達しなかったため、再選挙となった。再選挙では20,176票と1回目の得票を上回ったが、1回目の投票で3位だった保岡武久に敗れた（宗前は3位）。1973年に死去した。